# Southern Cross (Shire of Yilgarn)
Southern Cross is een plaats in de regio Wheatbelt in West-Australië. 

## Geschiedenis
De oorspronkelijke bewoners van de streek die de Yilgarn genoemd wordt, waren de Kalaamaya Aborigines. Yilgarn is het aborigineswoord voor "witte steen" of "kwarts".
In de jaren 1850 begonnen pastoralisten die zich in de vallei van de Avon gevestigd hadden oostwaarts te trekken, op zoek naar geschikte grond om hun vee te weiden. Ze namen een aantal grote pastoral leases op. Volgens Henry Lefroy in zijn Journal of the Eastern Exploring Expedition uit 1863 had de streek goede landbouwmogelijkheden. Charles Cooke Hunt en zijn team hakten in 1864 een pad vanuit York door Youndegin, Kellerberrin en Merredin tot Gnarlbine  Rocks, een weinig ten zuidwesten van het huidige Coolgarlie. Later zou het pad een belangrijke weg worden, werd er een telegraaflijn langs gelegd, kwam er een smalspoor spoorweg en werd O'Conners pijplijn er langs gelegd voor water. Hunts team sloeg enkele waterputten waaronder een net ten noorden van het huidige Southern Cross. John Forrest verkende de streek in 1869.
In 1887 ontdekte Charles Glass in Mujakine goud in stukjes kwarts toen hij een waterput groef. Thomas Risely en Mick Toomey deden een goudvondst in 1887/88 toen ze - naar eigen zeggen - het zuiderkruis volgden. Ze noemden hun goudveld daarom Southern Cross. Algauw volgde een goldrush. Op 1 oktober 1888 werd het Yilgarn-goudveld officieel erkend. Club Hotel en Exchange Hotel waren bij de eerste gebouwen die gezet werden. Vanaf mei 1889 was er politie aanwezig en tegen oktober was er een politiekantoor. Er werd ook onderwijs gegeven vanaf 1889. Het plaatsje Southern Cross werd officieel gesticht in mei 1890 en naar het goudveld vernoemd. Er kwam een postkantoor, ontworpen door George Temple-Poole. In 1891 werd een voorlopig schooltje geopend door de overheid. Op 16 februari 1892 werd Southern Cross officieel een gemeente. Het postkantoor werd een post- en telegraafkantoor. Nog in 1892 ging het Court House & Registrar’s Office open. Het zou de registratie van goudvondsten en van mijnrechten tot 1975 uitvoeren. Sindsdien is het gebouw in handen van de Shire of Yilgarn. Het Yilgarn History Museum is er gehuisvest.
De goldrush was geen lang leven beschoren. Het ging namelijk niet om alluviaal goud maar om ondergrondse goudaders waardoor serieuze investeringen nodig waren om het te delven. Op 17 december 1892 vond Arthur Wellesly Bayley daarenboven goud waar Coolgardie zou ontstaan en de goudzoekers trokken daarheen. In 1894 bereikte de Eastern Goldfields Railway uit Northam Southern Cross. Er werd gewerkt aan het verder leggen van de spoorweg tot Coolgarlie. In 1895 werd een nieuw schoolgebouw in gebruik genomen.
In 1895 bezocht premier John Forrest de oostelijke goudvelden. Hij stelde vast dat er een groot tekort aan water was. Het water was nodig voor het kweken van voedsel, voor de stoomtreinen, voor de mijnactiviteiten en als drinkwater. Er werd beslist een stuwdam in de rivier Helena te bouwen, de Mundaring Weir, en van daaruit een 560 kilometer lange pijpleiding naar de goudvelden aan te leggen. De pijpleiding loopt door Southern Cross en pomp nr.6 ligt in het nabijgelegen Ghoolie. De nieuwe pijpleiding maakte meer landbouw mogelijk. Er werden spoorwegen afgetakt van de Eastern Goldfields Railway in Northam,  Merredin en Southern Cross om de landbouwproducten te vervoeren. In 1910 werd goud gevonden nabij Bullfinch, net ten noorden van Southern Cross. 1911 kreeg Southern Cross een nieuw politiekantoor en een nieuw hotel.
Meer dan dertig mannen uit Southern Cross dienden tijdens de Eerste Wereldoorlog. Er werd voor de gesneuvelden een monument onthuld in 1924. De jaren 1930, dankzij een overheidssubsidie vanwege de crisis van de jaren 30, en de jaren 1980, dankzij nieuwe technologieën waardoor voorheen onrendabel gouderts kon ontgonnen worden, waren jaren van hoogconjunctuur voor plaatsen in de goudvelden zoals Southern Cross.
Tegen 1968 werd de smalspoor-spoorweg van Perth naar Kalgoorlie vervangen door een spoorweg met een standaard spoorwijdte. In Southern Cross werden tweehonderd spoorwegarbeiders ondergebracht. Er werden extra politieagenten aangeworven.

## Beschrijving
Southern Cross is het administratieve en dienstencentrum van het lokale bestuursgebied Shire of Yilgarn. Het heeft een zwembad, een sportcomplex, een luchthaven die gebruikt wordt door de Royal Flying Doctor Service en voor recreatieve doeleinden, een gemeenschapszaal, een kerkhof, een katholieke basisschool, een districtsschool met basis en secundair onderwijs en een treinstation.
In 2021 telde Southern Cross 572 inwoners, tegenover 711 in 2006.
De landbouw en mijnindustrie zijn de belangrijkste economische sectoren van het district. Goud, gips, zout en ijzer worden er ontgonnen en graan, wol, schapen, runderen en varkens gekweekt. De hoog- en laagconjuncturen van beide sectoren houden elkaar in evenwicht. Het toerisme is een opkomende sector.
Voor de graanproducenten uit het district is er een verzamel- en ophaalpunt van de Co-operative Bulk Handling Group.
Er is nog steeds een Mining Registrar Regional Office in Southern Cross.

## Toerisme
- Het Yilgarn History Museum is een streekmuseum met vooral aandacht voor de goudindustrie. Het is gevestigd in het in 1891 gebouwde Registrar's Office and Court House.[2]
- Southern Cross is het eindpunt van de zesde en beginpunt van de zevende sectie van de Golden Pipeline Heritage Trail.[20]
- De Yilgarn Granite Discovery South & North is een route langs plaatsen met zeer oude gesteenten.[21]
- Aan Karalee Dam & Rock Picnic Site vindt men onder meer een van Hunts waterputten uit de jaren 1860, een spoorwegdam uit 1896/97 en een aquaduct.[22]
- Fraser's Mine is een oude mijnsite waar de mijnconstructies nog te zien zijn.[2]
- Old Cemetery is een kerkhof waar de eerste pioniers, die tussen 1891 en 1899 stierven, begraven liggen.[23]
- Aan Lake Koorkoordine vindt men Hunts Soak, een waterput uit 1866, en Turkey Hill, een plaats waar Aborigines corroboree hielden en vanwaaruit men Southern Cross en Lake Koorkoordine kan overzien.[24]

## Transport
Southern Cross ligt langs de Great Eastern Highway, 371 kilometer ten oosten van Perth en 225 kilometer ten westen van Kalgoorlie, langs de Great Eastern Highway en de Eastern Goldfields Railway. De Prospector-treindienst van Transwa tussen Perth en Kalgoorlie doet Southern Cross elke dag aan.
Southern Cross heeft een startbaan: Southern Cross Airport (ICAO: YSCR, IATA: SQC).

## Klimaat
Southern Cross kent een steppeklimaat. Er valt het hele jaar door weinig neerslag.
| Maand                                  | jan  | feb  | mrt  | apr  | mei  | jun  | jul  | aug  | sep  | okt  | nov  | dec  | Jaar  |
| -------------------------------------- | ---- | ---- | ---- | ---- | ---- | ---- | ---- | ---- | ---- | ---- | ---- | ---- | ----- |
| Gemiddeld maximum (°C)                 | 34,7 | 33,8 | 30,6 | 26,2 | 21,3 | 18,0 | 16,6 | 18,5 | 21,7 | 26,5 | 30,0 | 32,8 | 25,9  |
| Gemiddeld minimum (°C)                 | 17,8 | 17,7 | 15,4 | 11,7 | 7,3  | 4,6  | 3,6  | 3,8  | 5,4  | 9,4  | 13,3 | 15,5 | 10,5  |
|                                        |      |      |      |      |      |      |      |      |      |      |      |      |       |
| Neerslag (mm)                          | 31,3 | 24,1 | 36,1 | 22,1 | 26,8 | 27,3 | 35,1 | 31,0 | 21,2 | 18,9 | 17,4 | 15,8 | 307,1 |
| Regendagen (dag)                       | 2,6  | 2,5  | 3,2  | 3,0  | 4,2  | 5,1  | 6,5  | 5,5  | 4,3  | 2,9  | 2,6  | 2,1  | 44,5  |
| Relatieve luchtvochtigheid (%)         | 22   | 26   | 29   | 36   | 44   | 49   | 52   | 45   | 38   | 26   | 22   | 20   | 34,1  |
| Bron: Australian Bureau of Meteorology |      |      |      |      |      |      |      |      |      |      |      |      |       |

Aldersyde · Amery · Ardath · Arthur River · Baandee · Babakin · Badgingarra · Badjaling · Bailup · Bakers Hill · Balkuling · Ballaying · Ballidu · Beacon · Beenong · Beermullah · Bejoording · Belka · Bencubbin · Bendering · Benjaberring · Beverley · Bilbarin · Bindi Bindi · Bindoon · Bodallin · Bolgart · Bonnie Rock · Boolading · Booraan · Brookton · Bruce Rock · Bullaring · Bullfinch · Bulyee · Bungulla · Buntine · Burakin · Burracoppin · Cadoux · Calingiri · Campion · Caraban · Carrabin · Cataby · Cervantes · Chandler · Chittering · Clackline · Cold Harbour · Congelin · Coomberdale · Copley · Corrigin · Cowcowing · Crossman · Cuballing · Culbin · Cunderdin · Dalwallinu · Dandaragan · Dangin · Darkan · Dattening · Dongolocking · Doodlakine · Dowerin · Dudinin · Dumbleyung · Duranillin · Dwarda · Ejanding · Elabbin · Erikin · Gabbin · Gingin · Goomalling ·  Grass Valley · Greenhills · Guilderton · Gwambygine · Harrismith · Highbury · Hines Hill · Holt Rock · Hyden · Jelcobine · Jennacubbine · Jennapullin · Jitarning · Jurien Bay · Kalannie · Karlgarin · Kellerberrin · Kondinin · Kondut · Koojan · Koolyanobbing · Koorda · Korbel · Korrelocking · Kukerin · Kulin · Kulja · Kulyaling · Kunjin · Kununoppin · Kweda · Kwelkan · Kwolyin · Lancelin · Lake Brown · Lake Grace · Lake King · Ledge Point · Manmanning · Marvel Loch · Meckering · Meenaar · Merredin · Miling · Minnivale · Mogumber · Mokine · Moodiarrup · Mooliabeenee · Moora · Moorine Rock · Moorumbine · Moulyinning · Mount Hardey · Mount Kokeby · Mount Walker · Muchea · Mukinbudin · Muntadgin · Nalya · Nangeenan · Narembeen · Narrogin · New Norcia · Newdegate · Nilgen · Nokaning · North Bannister · Northam · Nukarni · Nungarin · Pantapin · Piawaning · Piesseville · Pingaring · Pingelly · Pithara · Popanyinning · Quairading · Quindanning · Regans Ford · Seabird · Shackleton · Southern Cross · Spencers Brook · Tammin · Tincurrin · Toodyay · Trayning · Varley · Wagin · Walebing · Walgoolan · Wandering · Wannamal · Watheroo · Welbungin · West Dale · West Toodyay · Westonia · Wialki · Wickepin · Wilbinga · Williams · Wongan Hills · Woodridge · Wubin · Wundowie · Wyalkatchem · Yealering · Yelbeni · Yellowdine · Yilliminning · Yerecoin · York · Yorkrakine · Yornaning · Yoting · Youndegin